# 이철보
이철보(李喆輔, 1691년 ~ 1770년)는 조선의 문신이다. 자는 보숙(保叔), 호는 지암(止庵)이며, 본관은 연안이다. 초명, 즉 처음 이름은 일암(日巖)이었으며, 아버지는 경기도관찰사와 호조참판을 지낸 이정신(李正臣)이고 어머니는 학생(學生) 유이진(柳以震, 1642년 ~ 1660년)의 딸인 전주 이씨이다. 아내는 현감을 지낸 박필순(朴弼純)의 딸이다. 문집으로 《지암유고(止庵遺稿, 지암집)》가 있다. 묘는 경기도 화성시 남양읍 장전리에 있으며, 당파를 구분하면 소론(少論) 인물이다.

## 생애
1706년에 반남 박씨와 혼인하고, 1723년(경종 3년) 3월에 정시(庭試) 문과 과거시험에 급제하여 1731년에 홍문록에 올랐다. 이후 홍문관 관직을 역임하고 여러 차례 어사로 파견되어 민정을 살폈다. 1743년에 승정원 동부승지로 임명되어 당상관 지위에 올랐으며, 사간원의 대사간, 이조참판, 도승지를 거쳐 1754년 4월에 형조판서가 되었다. 호조판서, 병조판서, 예조판서, 이조판서, 판의금부사 등을 지낸 후 1760년 1월에 기로소에 들어가고 정1품 보국숭록대부 품계로 승진하였다. 그해 6월에 부인상을 당하고 1770년 6월 16일에 별세하였다. 청렴하였고 임금의 신임이 두터웠다고 평가되었다. 아들 이복원이 좌의정, 손자 이시수와 이만수가 각각 영의정과 이조판서에 올라 가문이 크게 번성하였다.

## 가족 관계
- 부인 : 반남 박씨(1690년 ~ 1760년) - 예산현감 증이조참판 박필순(朴弼純, 1664 ~ 1710)의 딸
  - 아들 : 이복원(李福源, 1719년 ~ 1792년) - 정조 때 좌의정 역임, 시호 문정(文靖)
  - 며느리 : 파평 윤씨(1717년 ~ 1738년) - 윤동원(尹東源, 1685년 ~ 1741년)의 딸, 윤증(尹拯)의 손녀
  - 며느리 : 순흥 안씨(1725년 ~ 1757년) - 태릉참봉 안수곤(安壽坤, 1697년 ~ ?)의 딸
    - 손자 : 이시수(李時秀, 1745년 ~ 1821년) - 순조 때 영의정 역임, 시호 충정(忠正)
    - 손자며느리 : 해평 윤씨(1743년 ~ 1808년) - 선공감 부정 윤원동(尹遠東)의 딸
    - 손자 : 이만수(李晩秀, 1752년 ~ 1820년) - 이조판서, 대제학 역임, 시호 문헌(文獻)
    - 손자며느리 : 달성 서씨(1754년 ~ 1815년) - 영의정 충문공(忠文公) 서명선(徐命善, 1725년 ~ 1791년)의 딸
    - 손녀(1748년 ~ 1767년)
    - 손녀사위 : 군수 김사의(金思義, ? ~ 1796년)
    - 손자(서자) : 이욱수(李旭秀) - 규장각 검서관 역임
    - 손자(서자) : 이기수(李耆秀)
    - 손녀(서녀)
    - 손녀(서녀)사위 : 김완진(金完鎭)

  - 딸
  - 사위 : 현령 박인영(朴仁榮)
  - 아들 : 이조승(李祖承) - 7살 때 요절
  - 아들 : 이학원(李學源, ? ~ 1790년) - 청주목사, 강계부사 역임
  - 며느리 : 동래 정씨(1732년 ~ 1776년), 정언 정원순(鄭元淳, 1710년 ~ 1746년)의 딸

## 기타
이철보가 예조판서로 있던 1759년 4월 9일에 이조판서를 대신케 하였으나 다음날인 10일에 관직 교체를 허락하였다. 때문에 이철보에 경력에 이조판서를 포함하지 않는다. 묘소에 세워진 비석에도 대표 직함이 '예조판서 치사'(致仕)로 되어 있다. 최종 직함은 '예조판서 치사 봉조하 증 영의정'이며, 영의정 증직은 손자 이시수가 영의정에 오른 때문이다.